# العامرية (الجولان)
توضيح : هناك قرية في حلب تحمل اسم العامرية , والعامرية هنا هي واحدة من قرى الجولان
العامرية هي إحدى القرى المحتلة والمدمرة التابعة لمركز الخشنية التابع لمحافظة القنيطرة في هضبة الجولان بجنوب غرب سوريا.